# Aeroportul Bacacheri
Aeroportul Bacacheri (IATA: BFH, ICAO: SBBI) este un aeroport din Paraná, Brazilia ce deservește zona Curitiba. Aeroportul a fost tranzitat în 2020 de 18.103 pasageri. A fost numit după Bacacheri (Curitiba)⁠(d).
Situat la o altitudine de 932 m, aeroportul dispune de 1 pistă. Este operat de Infraero⁠(d).

## Infrastructură

### Piste
Aeroportul dispune de o singură pistă. Pista 18/36 are suprafața de asfalt și dimensiunile 1.390 m × 31 m. 